# Псевдоамнезия
Псевдоамнезия — расстройство произвольной мнестической деятельности, связанное с массивными поражениями головного мозга в области лобных долей. Один из видов нарушений памяти. Непроизвольная память в большинстве случаев остается сохранной, след памяти сохраняется. Память страдает вторично. Активное запоминание информации сменяется пассивным её удержанием.

## Проявление
Псевдоамнезии связаны с распадом программирования, регуляции и контроля произвольной деятельности. В мнестической деятельности это проявляется как трудность или невозможность (в тяжелых случаях) организации, планирования и воспроизведения получаемой информации. Так как процесс формирования планов и программ поведения у больных нарушен, становится невозможно поставить перед ними задачу на запоминание материала.
В запоминании прослеживается «эффект плато». Если больному дать задание на произвольное запоминание слов, он сможет воспроизвести не больше 3-4 из 10. На количество вспоминаемых слов не влияет даже многократное повторение материала. Так, в кривой забывания появляется так называемое «плато», характеризующее неизменность объема воспроизводимой больным информации. Однако, если попросить больного выбрать из списка слов те, которые он запоминал, он скорее всего узнает большинство из них. Такой исход эксперимента говорит о том, что след памяти у больных с лобными поражениями сохраняется. Узнавание в данной случае происходит практически безошибочно, так как этот процесс не требует произвольной деятельности по воспроизведению материала. Относительную сохранность непроизвольной памяти (сохранения и узнавания) подтверждает и проба на запоминание и узнавание картинок.

## Локализация
Возникает при поражении 3 функционального блока мозга, который отвечает за программирование, регуляцию и контроль сознательной психической деятельности. В частности, при поражении префронтальной области лобных долей, которая занимает 9,10 и 11 поля по карте Бродмана.
Ведущим полушарием для данного расстройства является левое. Нарушения такого рода проявляются при повреждении левой или обеих лобных долей головного мозга.